# Eimen (kommunfritt område)
Eimen är ett kommunfritt område i Landkreis Holzminden i förbundslandet Niedersachsen i Tyskland.